# Dipterokarpovke
Dipterokarpovke (lat. Dipterocarpaceae), biljna porodica u redu sljezolike, koja je ime dobila po rodu dipterokarp (Dipterocarpus) kojemu pripada šezdesetak vrsta zimzelenog drveća, među kojima je poznatije drvo yang (Dipterocarpus turbinatus) iz Burme. Cijeloj porodici pripada preko 530 vrsta u desetak rodova. Sastoji se od 3 potporodice s 542 vrste
Većina vrsta raste po nizinskim tropskim šumama Azije, Južne Amerike i Afrike. Rod s najvećim brojem vrsta je šoreja (Shorea) među kojima se spominje i međašno drvo (Shorea wiesneri), kao važan izvor damar smole.

## Opis
Dipterocarpaceae su porodica većinom južnoazijskih i afričkih drveća, u redu sljezolike (Malvales), koja obuhvaća 17 rodova i 680 vrsta. Malo vrsta raste istočno od Wallaceove linije, granice između orijentalnih i australskih faunističkih regija koju je predložio britanski prirodoslovac iz 19. stoljeća Alfred Russel Wallace. Nizinskim šumama Zapadne Malezije mogu dominirati članovi porodice, što također može biti uobičajeno u suhim šumama jugoistočne Azije. Pakaraimaea i Pseudomonotes su rodovi ograničeni na dijelove Amazone u Južnoj Americi. Većina vrsta u porodici su visoka stabla s kožastim, zimzelenim lišćem i aromatičnim smolama. Njihovi grozdasti, mirisni cvjetovi imaju pet uvijenih, kožastih latica. Dipterocarpus vrste osim korisnog drva daju niz proizvoda. Dipterocarpus glandulosa daje gurjun balzam, koji se koristi u medicini. Mnoge vrste iz roda Shorea, kao što je “sal” (S. robusta), također su vrijedna drvna stabla i proizvode korisne smole. Dryobalanops aromatica proizvodi Borneo-kamfor ili borneol, koji se koristi u istočnoj Aziji za lijekove, lakove i balzamiranje. Od Vateria indica dolazi gumena smola poznata kao indijski kopal; slična smola dolazi od veće V. acuminata. Ostali rodovi s korisnim drvom su Vatica, Hopea i dva afrička roda, Marquesa i Monotes.

## Rodovi
Familia Dipterocarpaceae Blume (542 spp.):
1. Subfamilia Monotoideae Thonner
  1. Pseudomonotes Londoño, Alvarez, Forero & Morton (1 sp.)
  2. Monotes A. DC. (23 spp.)
  3. Marquesia Gilg (3 spp.)
2. Subfamilia Pakaramaeoideae Maguire
  1. Pakaraimaea Maguire & P. S. Ashton (1 sp.)
3. Subfamilia Dipterocarpoideae Burnett
  1. Tribus Vaterieae Miq.
    1. Anisoptera Korth. (11 spp.)
    2. Cotylelobium Pierre (5 spp.)
    3. Vatica L. (78 spp.)
    4. Upuna Symington (1 sp.)
    5. Stemonoporus Thwaites (25 spp.)
    6. Vateriopsis F. Heim (1 sp.)
    7. Vateria L. (3 spp.)

  2. Tribus Dipterocarpeae Rchb.
    1. Dipterocarpus C. F. Gaertn. (66 spp.)

  3. Tribus Dryobalanopseae Baill.
    1. Dryobalanops C. F. Gaertn. (8 spp.)

  4. Tribus Shoreeae Miq.
    1. Shorea Roxb. (188 spp.)
    2. Parashorea Kurz (12 spp.)
    3. Neobalanocarpus P. S. Ashton (1 sp.)
    4. Hopea Roxb. (115 spp.)